# جوآن ولدون
جوآن ولدون (به انگلیسی: Joan Weldon)؛ زادهٔ ۵ اوت ۱۹۳۰ – درگذشته ۱۱ فوریه ۲۰۲۱) بازیگر و خواننده آمریکایی در سینما، تلویزیون و تئاتر بود. ولدون در سال ۱۹۳۰ در سانفرانسیسکو، کالیفرنیا به دنیا آمد. مادربزرگش، اولیو کورنل، او را پس از «بی مادر ماندن در پنج سالگی» در آنجا بزرگ کرد. پدربزرگ ولدون یک بازیگر روی صحنه و در وودویل بود. او در دبیرستان گالیله تحصیل کرد و در سال ۲۰۱۹ به تالار شایستگی آنها معرفی شد ولدون کار خود را با خوانندگی در گروه کر شرکت اپرای بزرگ سانفرانسیسکو آغاز کرد. او همچنین با اپرای مدنی لایت لس آنجلس آواز خواند. در برادوی، او در Kean ظاهر شد. او در افتتاحیه تئاتر ایالتی نیویورک در مرکز لینکلن در سال آواز خواند.